# Martin Schrettinger
Martin Schrettinger (ur. 17 czerwca 1772 w Neumarkt, zm. 12 kwietnia 1851 w Monachium) – zakonnik benedyktyński, niemiecki bibliotekarz, twórca teorii katalogu przedmiotowego i rzeczowej charakterystyki książek, wprowadził do powszechnego użycia pojęcie bibliotekoznawstwa. Autor pierwszego nowożytnego podręcznika bibliotekarstwa i wielu prac z zakresu nauki o bibliotekach.

## Życiorys

### 1772–1803
Urodził się w 17 czerwca 1772 jako syn Matthiasa Schrettingera, kapelusznika z zawodu oraz Ursuli Barbary prowadzącej w Neumarkt gospodę. Martin od dzieciństwa przejawiał skłonności do nauki, w wieku 5 lat potrafił już czytać. Po ukończeniu szkoły elementarnej rozpoczął naukę łaciny przy parafii, a jesienią 1785 został przyjęty do gimnazjum w Burghausen, od razu do drugiej klasy, gdzie uczył się pod kierunkiem zakonnika cysterskiego profesora Eugena Pauscha.
W 1790, w wieku 18 lat, rozpoczął zakonny nowicjat w klasztorze benedyktynów w Weissenohe koło Gräfenbergu, a w 1793 złożył śluby zakonne przyjmując imię Wilibald. W 1795 uzyskał święcenia kapłańskie. Ze względu na jego zdolności i oczytanie powierzono mu pieczę nad klasztorną biblioteką. Pracę rozpoczął od uporządkowania księgozbioru, co jednak przerwała sekularyzacja klasztorów (1802–1803).
W 1802 roku Schrettinger, wraz z innymi zakonnikami, wysłał pismo do władz Monachium popierające likwidację klasztoru. W tym samym roku sam wystąpił z zakonu. W 1803 roku otrzymał oficjalną zgodę na jego opuszczenie.

### 1803–1844

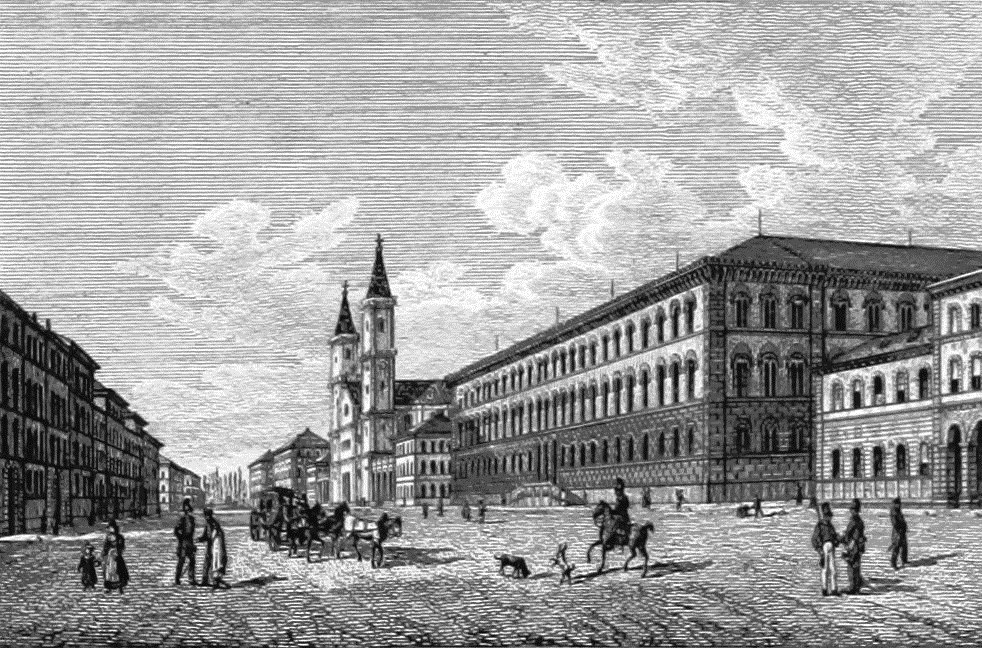
Biblioteka Królewska i Nadworna w Monachium, 1837

W 1803 roku Martin Schrettiger rozpoczął pracę w Bibliotece Królewskiej i Nadwornej w Monachium kolejno na stanowiskach: kustosza, podbibliotekarza i zastępcy kierownika biblioteki. Głównym jego zajęciem było opracowanie zbiorów. W międzyczasie przywrócono w Bawarii zakon benedyktynów. Schrettinger nie wrócił jednak do życia zakonnego, ale pozostał  w stanie duchownym. W 1814 został kapłanem przy dworze królewskim, od 1839 pełnił funkcję kanonika przy kościele św. Kajetana. Głównym jego zajęciem pozostała praca w bibliotece i dążenie do uczynienia z niej instytucji użytkowej.

### 1844–1851
W 1844 roku na życzenie Schrettingera zwolniono go z pracy w Bibliotece Królewskiej i Nadwornej. Pracę związaną z katalogowaniem kontynuował jako wolontariusz, pełniąc dalej równocześnie obowiązki kapłańskie.

## Działalność bibliotekarska
Pierwsze prace Martina Schrettingera w Bibliotece Królewskiej i Nadwornej w Monachium polegały na uporządkowaniu wydań Biblii, następnie działu „filozofia”, dla którego Schrettinger zaproponował własny projekt układu książek. W 1812 w trakcie zebrania Bibliotecznej Komisji Administracyjnej zaproponował odejście od ustawienia książek według dziedzin wiedzy, a tym samym odejście od katalogów systematycznych. Ostatecznie w 1814 zgodzono się na działowe ustawienie książek według propozycji Schrettingera. Księgozbiór miał być podzielony na 12 głównych kategorii: Encyklopedie, Filozofia, Historia, Matematyka, Fizyka, Antropologia, Filologia, Estetyka, Polityka, Medycyna, Prawo, Teologia, w ramach których zaproponowano 200 grup. Książki i opisy otrzymały oznaczenia numerowe, następnie na podstawie kart z opisami stworzono jeden katalog alfabetyczny. Kolejnym etapem było stworzenie katalogu rzeczowego. Do śmierci Schrettingerowi udało się skatalogować ok. ¼ zbiorów biblioteki (ok. 84 000 tysiące tomów).
Będąc praktykującym bibliotekarzem Schrettinger starał się również stworzyć podstawy teoretyczne wiedzy o bibliotece i zawodzie bibliotekarza. Efektem było wydanie podręcznika Próby pełnego podręcznika wiedzy o bibliotece albo wprowadzenia do kompletnych czynności bibliotekarza, ujętego w formie naukowej (część 1. i 2. w 1808, część 3. w 1810, część 4. w 1829). W 1834 ukazało się kolejne ważne dzieło Schrettingera Podręcznik wiedzy o bibliotece, szczególnie do użytku bibliotekarzy, którzy swoje prywatne zbiory pragną samodzielnie urządzić; mogący także posłużyć jako myśl przewodnia do wykładów z dziedziny bibliotekoznawstwa
Według Schrettingera organizacja biblioteki winna mieć na celu jak najszybsze wyszukanie książki. Zwracał uwagę na bezpieczeństwo zbiorów postulując np. lokalizację bibliotek w miejscach suchych, z dala od miejsc mogących powodować zagrożenie pożarem lub pyłem. Zalecał utrzymywanie sal bibliotecznych w czystości, odkurzanie książek, a także ochronę zbiorów przed kradzieżą np. poprzez zabezpieczenie okien. Jako bardzo ważne traktował notowanie wypożyczeń i przeglądanie zwracanych książek. Szczególną uwagę zwracał na wkładanie wyjętych książek w to samo miejsce na półce, zgodnie z „numerem miejsca”.
Nowatorskie było zalecenie tworzenia katalogu alfabetycznego w oparciu o karty z opisami, odrębne dla każdej pozycji. Jako główny uznał katalog przedmiotowy, wskazując na jego większość przydatność w szybkim wyszukiwaniu książki oraz na łatwość i szybkość jego sporządzenia.

## Znaczenie dla bibliotekarstwa
Schrettinger jest uznawany za prekursora nowoczesnego bibliotekarstwa. Za jego główne zasługi uznaje się przede wszystkim zastąpienie katalogu systematycznego przedmiotowym, działowe ustawienie książek oraz określenie warunków jakie winna spełniać biblioteka, a także zasad pracy bibliotekarza.